# Ginosigma schimkewitschi
Ginosigma schimkewitschi är en spindeldjursart som beskrevs av Speijer 1936. Ginosigma schimkewitschi ingår i släktet Ginosigma och familjen Thelyphonidae. Inga underarter finns listade i Catalogue of Life.